# Kes (film)
Pour les articles homonymes, voir Kes.
Pour plus de détails, voir Fiche technique et Distribution.
Kes est un film britannique réalisé par Ken Loach, sorti en 1969.

## Synopsis
Billy Casper, 15 ans, habite à Barnsley, ville minière du Yorkshire dans le nord de l'Angleterre, où la vie ne lui réserve pas de grands espoirs. Sa mère ne s’occupe guère de lui et son frère aîné Jud, le traite en souffre-douleur. Quelques petits travaux avant l’heure d’ouverture de l’école et de menus larcins lui procurent un peu d’argent de poche. À l’école, Billy est distrait et indiscipliné, entouré de camarades et de professeurs plus hostiles qu’amicaux. Un jour, Billy déniche un jeune faucon crécerelle (en anglais Kestrel, d'où le titre). Il vole alors dans une librairie un traité de fauconnerie et entreprend de dresser l’oiseau. Il se donne tout entier à cette tâche et lorsqu’un professeur, plus attentif que ses collègues, lui demande d’exposer à la classe l’art de dresser un faucon, Billy réussit à intéresser tous ses camarades. Son frère Jud demande à sa mère de miser sur les chevaux en son nom. Comme elle n'a pas assez de temps à cause de son travail, elle demande à Billy de le faire. Au bar, ce dernier se voit dire que les chevaux sélectionnés par Jud n'ont aucune chance de gagner, alors Billy préfère s'acheter des frites et du poisson ainsi que de la viande pour le faucon. Mais les chevaux finissent par gagner. Jud est furieux de l'apprendre et décide de se venger en tuant le faucon de son frère,,.

## Fiche technique
- Titre : Kes
- Réalisation : Ken Loach
- Scénario : Barry Hines, Ken Loach et Tony Garnett (en), d'après le roman du premier, Un faucon pour un vaurien (A Kestrel for a Knave)
- Images : Chris Menges
- Musique : John Cameron
- Production : Tony Garnett, pour Kestrel Films Ltd
- Montage : Roy Watts
- Décors : William McCrow
- Pays d'origine : Royaume-Uni
- Langue : anglais
- Format : Couleur - 1,66:1 -  Mono
- Genre : Comédie dramatique
- Durée : 110 minutes / 90 minutes (Pays-Bas)
- Dates de sortie :
  -  Royaume-Uni : 1969
  -  France : mai 1970 (Semaine internationale de la critique), 19 juin 1970 (sortie nationale)
  -  États-Unis : 13 septembre 1970 (Festival du film de New York)
  -  Belgique : 17 décembre 1970
  -  Allemagne de l'Ouest : 5 mars 1972 (première télévisée)

## Distribution
- David Dai Bradley : Billy
- Freddie Fletcher : Jud
- Lynne Perrie : Mrs. Casper
- Colin Welland : Mr. Farthing
- Brian Glover : Mr. Sugden
- Bob Bowes : Mr. Gryce
- Bernard Atha : le jeune employé
- Laurence Bould
- Joey Kaye : le comédien au pub
- Ted Carroll

## Récompenses
- 1970 : Festival international du film de Karlovy Vary – Globe de cristal[4].
- 1971 : Writers' Guild of Great Britain Award – Meilleurs scénario britannique[5].
- 1971 : British Academy Film Awards :
  - British Academy Film Award du meilleur acteur dans un second rôle – Colin Welland ;
  - British Academy Film Award du meilleur nouveau venu dans un rôle principal – David Bradley.

- Ce film fait partie de la Liste du BFI des 50 films à voir avant d'avoir 14 ans établie en 2005 par le British Film Institute, figurant même (à la troisième position) dans le groupe des dix premiers de cette liste.